# Dragó de bec oriental
El dragó de bec oriental (Rhynchoedura ormsbyi) és un dragó endèmic de les zones àrides de Nova Gal·les del Sud i Queensland a Austràlia.

## Taxonomia
Va ser descrita com a espècie per Richard W. Wells i Cliff R. Wellington l'any 1985 com a Rhynchoedura ormsbyi. Rhynchoedura és un conjunt de dragons del desert a Austràlia. Es distingeix del dragó de bec occidental només per la forma del musell, la composició de les escates i la disposició dels porus preanals. La primera descripció de l'animal va ser per Albert Günther el 1867, el qual no els va diferenciar com animals diferents.

### Etimologia
El nom ormsbyi ve donat per Anthony Ormsby, herpetòleg australià de Springwood, Nova Gal·les del Sud.

## Descripció

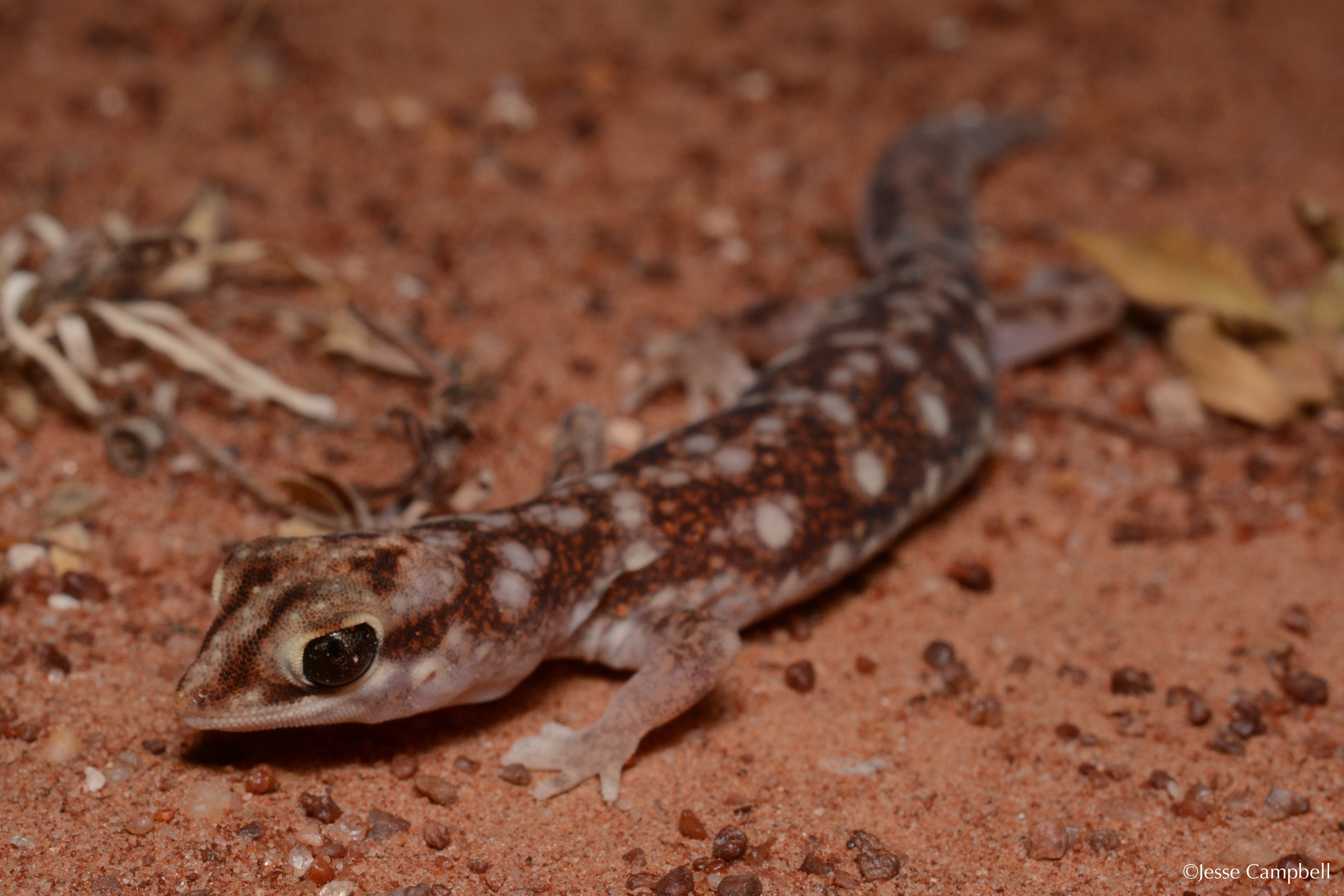
Dragó de bec oriental

És un dragó del desert. La longitud del musell fins a la cloaca és d'aproximadament 50 mm i el cap té una forma que recorda el d'un de bec. Té una cua esvelta i uns dits amb urpes. La pell està coberta per escates de tubercles, grànuls i intergrànuls. Aquestes escates estan cobertes de llargues espínules envoltades de puntals i fosses. El patró dorsal varia en la composició de les taques vertebrals clares amb vores ondulades sobre un color de fons fosc. La part dorsal del cap conté taques de color blanc pàl·lid a blanquinós amb vores marrons.
Es pot distingir del dragó de bec occidental genèticament i pel fort solc medial de la rostra que pot estendre's entre el 50-100% de l'escala mental del musell. Un tret distintiu cap els altres dragons de bec són els dos grans porus preanals allargats i les escates individuals engrandides que formen els esperons cloacals.

## Ecologia i comportament
Viu en zones àrides amb règims d'humitat xeròfils i és omnipresent a la majoria d'hàbitats terrestres d'aquest tipus, però és més freqüentment en zones de vegetació escassa. L'hàbitat es troba a la zona àrida de l'est de baix nivell on són destacats a les planes inundables al·luvials i als boscos d'eucaliptus i mulga.
S'alimenta exclusivament de tèrmits, sent un subministrament d'aliments concentrats amb poc consum energètic un cop localitzades les colònies. És un animal nocturn, és més actiu entre la posta de sol i la mitjanit. Les retirades diürnes són sota terra en forats com ara els caus de les aranyes.
La seva pell té propietats hidrofòbiques elevades gràcies a les escates petites i les espínules llargues. Gràcies a això es manté net de la brutícia, els residus i els bacteris nocius.
És un animal ovípar i pon normalment dos ous per posta.
És depredat per una gran quantitat de rèptils i mussols. La cua és capaç de separar-se si és atacada per escapar de la depredació.

## Estat de conservació
L'estat de conservació de l'espècie és de risc mínim (UICN) des del 2017. Hi ha una pèrdua limitada d'hàbitat, en gran part a causa de les pràctiques agrícoles, especialment dels cultius de cotó; tanmateix, no s'espera que aquestes causen un descens significatiu. La tendència poblacional és estable, tot i que hi ha un descens d'individus madurs. Les poblacions estan severament fragmentades i tenen fluctuacions extremes en l'àrea ocupada.